# Nelly & Monsieur Arnaud
Nelly & Monsieur Arnaud ist ein Spielfilm von Regisseur Claude Sautet aus dem Jahr 1995 nach einem Originaldrehbuch von ihm selbst, Jacques Fieschi und Yves Ulmann. Produziert wurde das Drama u. a. von Alain Sarde, der italienischen Cecchi Gori Group Tiger Cinematografica, der deutschen Prokino Filmproduktion und dem französischen Fernsehsender TF1.

## Handlung
Die junge Nelly steckt in Schwierigkeiten. Ihre Ehe mit dem lethargischen und gelangweilten Jérôme ist am Ende, beide sind arbeitslos und hoch verschuldet. Während Nelly jeden sich bietenden Job annimmt (zu Beginn des Films arbeitet sie als Aushilfe in einer Bäckerei), verlässt Jérôme kaum das Haus und verbringt seine Tage vor dem Fernseher.
Als sie eines Tages mit ihrer besten Freundin Jacqueline ein Café besucht, begegnet sie Pierre Arnaud, einem pensionierten Geschäftsmann und ehemaligen Richter, der früher der Liebhaber ihrer Freundin war. Als dieser von Nellys Schwierigkeiten erfährt, bietet er an, er könne ihr Geld leihen. Nelly lehnt zunächst ab (Arnaud: „Ich hoffe, Sie missverstehen mein Angebot nicht. Es war nicht zweideutig gemeint.“ Nelly: „Das hoffe ich doch!“), angesichts ihrer Lage geht sie jedoch schließlich darauf ein. Noch am gleichen Abend trennt sie sich von ihrem Mann.
Bei der Scheckübergabe fragt Arnaud, der seine Memoiren schreibt, Nelly, ob sie für ihn als Sekretärin arbeiten möchte. Die Vorgängerin, eine patente grauhaarige Dame, hätte sich zu Tode gelangweilt. Nelly nimmt an, schließlich sei sie ihm ja etwas schuldig. Aber davon will Arnaud nichts wissen. Er will nicht nur das geliehene Geld nicht zurück, sondern Nelly darüber hinaus für ihre Arbeit bezahlen wie ihre Vorgängerin. Und wenn die Aufgabe sie auch langweilen sollte, könne sie ja jederzeit kündigen.
Über Arnaud lernt sie auch seinen Verleger Granec kennen, einen jung-dynamischen Frauenhelden, der sich sofort für sie interessiert.
Während das zunächst rein geschäftliche Verhältnis allmählich immer privater wird, beginnt sie für Monsieur Arnaud zu arbeiten, was sich schwieriger gestaltet als erwartet. Denn Arnaud verlangt mehr als nur eine Schreibkraft, er will ihre Meinung und ihren kritischen Kommentar. Zudem sieht sie sich mit seiner Eitelkeit und seinem Narzissmus konfrontiert – darüber hinaus beobachtet er eifersüchtig ihre Beziehung zu seinem Verleger.
Dann begegnet sie auch noch ihrem Ex-Freund Christophe, der mit dem Verkauf von Arnauds Privatbibliothek beauftragt wurde, sowie dessen eifersüchtiger Freundin Marianne.
Die Situation zwischen Arnaud und Nelly eskaliert. Da sie durch das Abschreiben und Redigieren seiner Autobiographie immer tiefer in seine Geschichte und Persönlichkeit eindringt, will er im Gegenzug auch mehr über sie erfahren. Zunehmend rücksichtslos und fordernd, verlangt er intime Details über ihre gescheiterte Ehe und ihre gegenwärtige Liebesbeziehung. Doch Nelly verschließt sich: „Sie haben kein Recht, sich in mein Leben einzumischen. Ich muss Ihnen nichts über mich erzählen.“ Arnaud: „Genau das müssen Sie!“ Ihr Verhältnis kühlt sich merklich ab, doch beide leiden darunter, denn sie haben sich aneinander gewöhnt. Nelly: „Sie sind jetzt ein Teil meines Lebens geworden.“
Jacqueline gegenüber gesteht er seine Gefühle für Nelly und seine Eifersucht. Jacqueline: „Wenigstens passiert mal was mit dir.“ Und weiter: „Ich habe dich nie zu solchen Gefühlen inspiriert.“ Arnaud: „Das hätte dir auch nicht gefallen.“
Unter tragikomischen Umständen treffen sich Nelly und Monsieur Arnaud wieder.
Jacqueline gibt eine Party, muss jedoch am gleichen Tag erfahren, dass ihr Lebensgefährte sie mit seiner Ex-Frau betrogen hat, die auch noch schwanger wurde.
Granec, der Nelly inzwischen zu einer Stelle in einer Graphikagentur verholfen hat, und Arnaud kommen ins Gespräch. Granec kann sich entgegen seinem bisherigen Lebenswandel eine dauerhafte Beziehung mit Nelly vorstellen. Arnaud, der inzwischen Abstand gewonnen hat, ermuntert ihn dazu.
Da sich ihr Verhältnis allmählich wieder normalisiert hat, setzt Nelly ihre Arbeit bei Arnaud fort. Es fällt ihnen nun leichter, miteinander zu reden, weshalb Arnaud ihr nun die letzten dunklen Kapitel seines Lebens offenbart: Seine gescheiterte Ehe mit Lucie, die mit ihrem jüngst verstorbenen Lebensgefährten in der Schweiz wohnte, sein distanziertes Verhältnis zu seinen Kindern, denen er kaum ein guter Vater war, sowie die Geschichte um seinen ehemals besten Freund und Geschäftspartner Dolabella, der ihn betrogen und dessen Leben er aus Rache systematisch zerstört hat.
Nelly und Jérôme, der sich mit einer neuen Partnerin an seiner Seite inzwischen als Informatiker eine neue Existenz aufgebaut hat, lassen sich nun endgültig scheiden.
Doch als Granec mit ihr zusammenziehen will, versetzt sie ihn. Sie ist sich über ihre Gründe selbst nicht so recht im klaren, aber er hat eine Ahnung. Nelly: „Ich mag es so, wie es ist. Diese gestohlenen Momente.“ Granec: „Gestohlen? Wem?“ Sie trennen sich. Sein verletzter Stolz verbietet ihm weitere Freundschaft mit ihr. In ihrer Verwirrung sucht Nelly Zuflucht bei Arnaud und übernachtet bei ihm.
Einige Tage später ruft Arnaud Nelly in einer dringenden Angelegenheit zu sich. Als sie die Wohnung betritt, begegnet sie Lucie, Arnaud und einer Reihe gepackter Koffer. Das Ex-Paar will auf Weltreise gehen. Lucie: „Diesen Plan hatten wir schon vor dreißig Jahren. Wir tun es, weil wir es noch können.“ Arnaud: „Ich breche aus. Ich mache Schluss mit meiner sesshaften Lebensweise.“ -
Und sie lassen eine völlig verwirrte Nelly zurück.

## Zitate aus Kritiken
„Es ist eine Angelegenheit von großer erotischer Faszination, wenn zwei Menschen von dem Gedanken fasziniert sind, ein Paar zu werden, aber von der Angst vor Ablehnung und der Angst vor Mitleidenschaft zurückgehalten werden.“

„Mit einem ausgezeichneten Sinn für die Nuancen von höflicher Unterdrückung inszeniert Sautet eine ruhige, umsichtige Studie von diesen zwei einsamen Menschen.“

„Er ist distanziert, abgeschliffen und herausfordernd intelligent.“

„Mit einfühlsamen Beobachtungen beschreibt der Film ihre unmögliche und uneingestandene Liebe, die zahlreichen Momente der Selbsttäuschungen im täglichen Miteinander. Ein mit sparsamen Mitteln inszenierter Film, der auf großartige Darsteller und ein psychologisch bis in die Nuancen stimmiges Drehbuch vertrauen kann. Bei aller Ernsthaftigkeit lebendig und mit stillem Humor gezeichnet.“

## Auszeichnungen
Claude Sautets Film erhielt 1995 den renommierten Louis-Delluc-Preis als beste französische Kinoproduktion des Jahres. Ein Jahr später folgte der Preis der französischen Filmkritiker und das Drama erhielt elf Nominierungen für den César, womit es neben Jean-Paul Rappeneaus Historienfilm Der Husar auf dem Dach (10 Nominierungen) als großer Favorit auf diesen wichtigsten französischen Filmpreis galt. Bei der Verleihung am 2. März 1996 in Paris unterlag Nelly & Monsieur Arnaud in der Kategorie Bester Film überraschend Mathieu Kassovitz’ Hass; nur Hauptdarsteller Michel Serrault und Regisseur Sautet konnten sich gegen die Konkurrenz durchsetzen. 1997 war Sautets Film für den British Academy Film Award nominiert, unterlag jedoch Patrice Lecontes Historienfilm Ridicule – Von der Lächerlichkeit des Scheins.

### César 1996
Gewonnene Auszeichnungen
- Beste Regie
- Bester Hauptdarsteller (Michel Serrault)

Darüber hinaus nominiert in den Kategorien:
- Bester Film
- Beste Hauptdarstellerin (Emmanuelle Béart)
- Bester Nebendarsteller (Jean-Hugues Anglade)
- Bester Nebendarsteller (Michael Lonsdale)
- Beste Nebendarstellerin (Claire Nadeau)
- Bestes Drehbuch
- Beste Filmmusik
- Bester Schnitt
- Bester Ton

### Weitere Auszeichnungen
- British Academy Film Award 1997:nominiert in der Kategorie Bester nicht-englischsprachiger Film
- David di Donatello 1996: Bester ausländischer Film
- Syndicat Français de la Critique de Cinéma 1996: Bester Film
- Louis-Delluc-Preis 1995: Bester Film
- Valladolid International Film Festival 1995: nominiert als Bester Film
- Syndicat Français de la Critique de Cinéma 1996: Bester französischer Film